# 黛米·蘿絲
黛米·蘿絲·莫比（英語：Demi Rose Mawby，1995年3月27日—）是一位英國女模特兒和DJ。蘿絲曾於2014年時被選為英國最具潛力的女孩，18歲後時常於Instagram上發布辣照，因其身材曲線和巨乳而聞名，至今她的Instagram已擁有超過1498萬的粉絲。在網路成名的蘿絲受到美國宣傳團體關注，也成功簽下了模特兒合約。她將自己的定位為「世界上最性感的DJ」。蘿絲也以與饒舌歌手泰加交往聞名。
2016年12月，她登上《SIXTY6》雜誌封面。

## 家庭
黛米·蘿絲出生於英格蘭伯明罕薩頓科爾菲爾德。父親巴里·莫比（Demi Rose Mawby）是銀行經理，在2018年10月3日去世；僅八個月後，蘿絲母親則在2019年6月離世，享壽80歲。

## 個人生活
2016年5月起，蘿絲被外界得知曾與美國饒舌歌手泰加交往過。後來她與DJ克里斯·馬丁尼茲交往。2018年10月，她和男友為了事業搬離伊维萨岛並搬到美國。

## 外部連結
- 黛米·蘿絲的Facebook專頁
- 黛米·蘿絲的Instagram帳戶
- 黛米·蘿絲的X（前Twitter）